# Vjazniki
De Russische stad Vjazniki (Russisch: Вязники) is gelegen in de rayon Vjaznikovski van de Oblast Vladimir. Hemelsbreed ligt vjazniki op een afstand van 108 km van de regionale hoofdstad Vladimir.

## Personen
De in 1935 geboren Valeri Koebasov kwam uit Vjazniki en werd later een kosmonaut en nationale held. Hij maakte deel uit van de ruimtevlucht Sojoez 6 (1969). Later was hij een bemanningslid van de gezamenlijke ruimtemissie Apollo-Sojoez-testproject (1975) van de Sovjet-Unie en de Verenigde Staten en vloog hij mee als commandant in de ruimtemissie Sojoez 36 (1980).

## Galerij

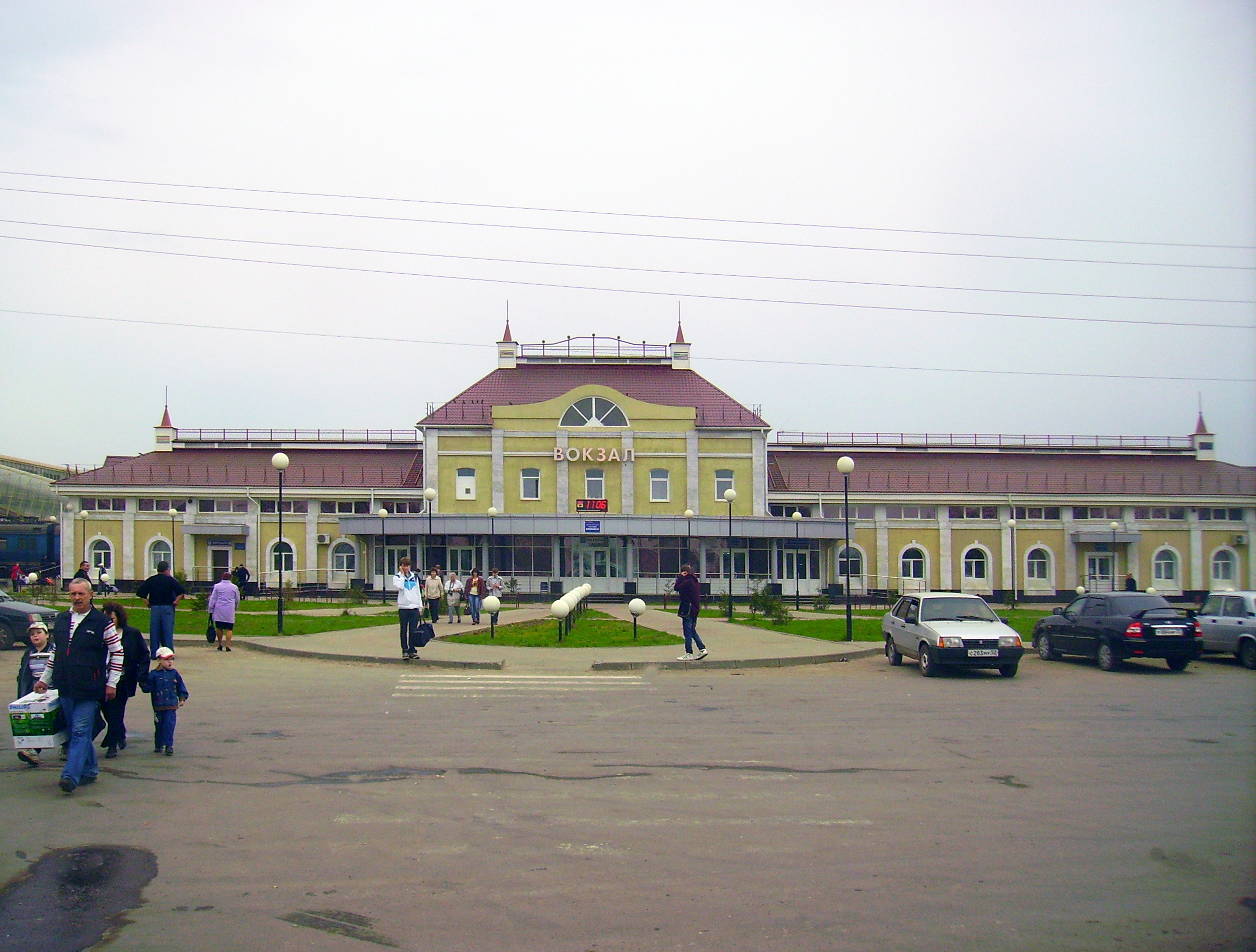
Stationsgebouw van Vjazniki.
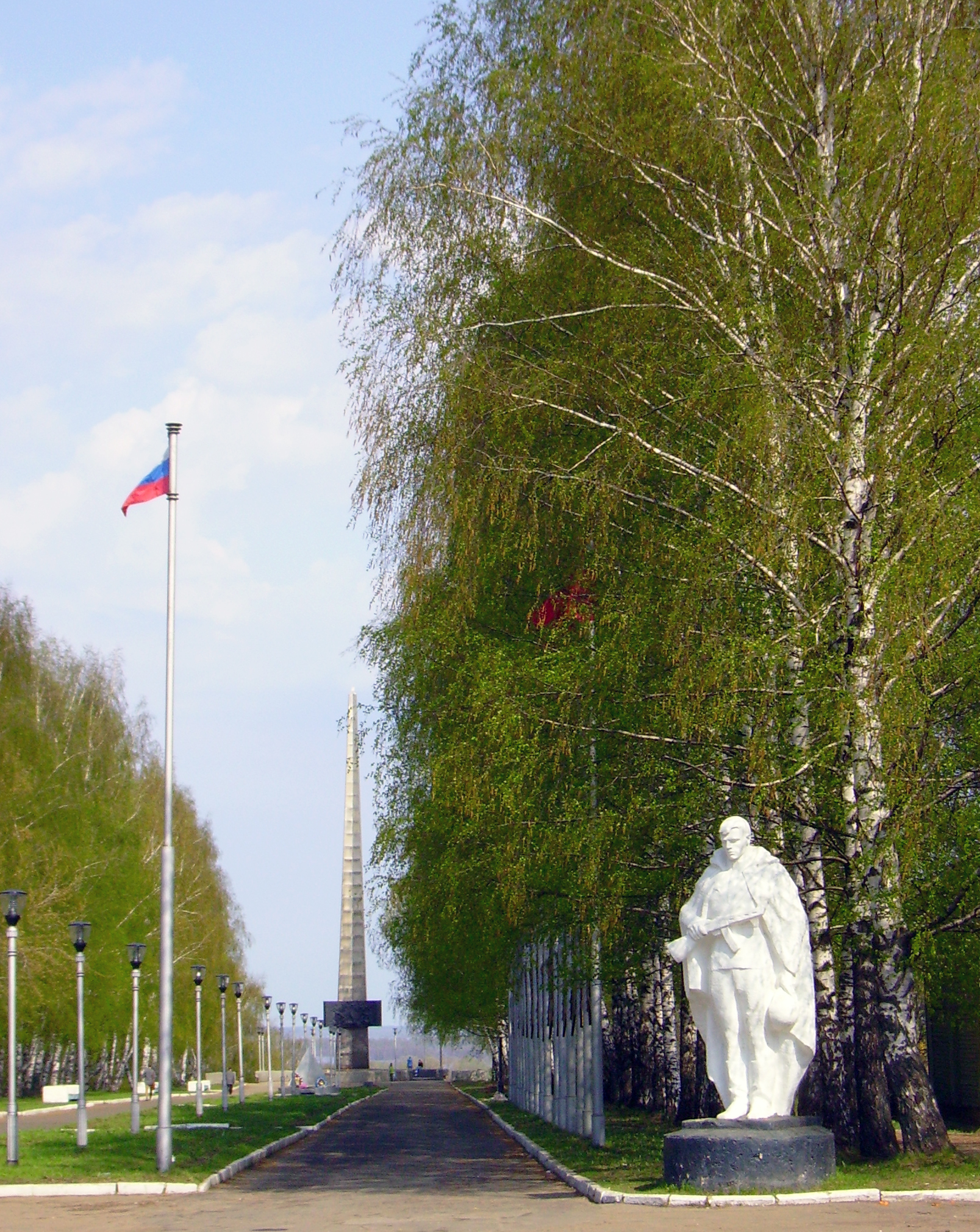
Allee der Helden.
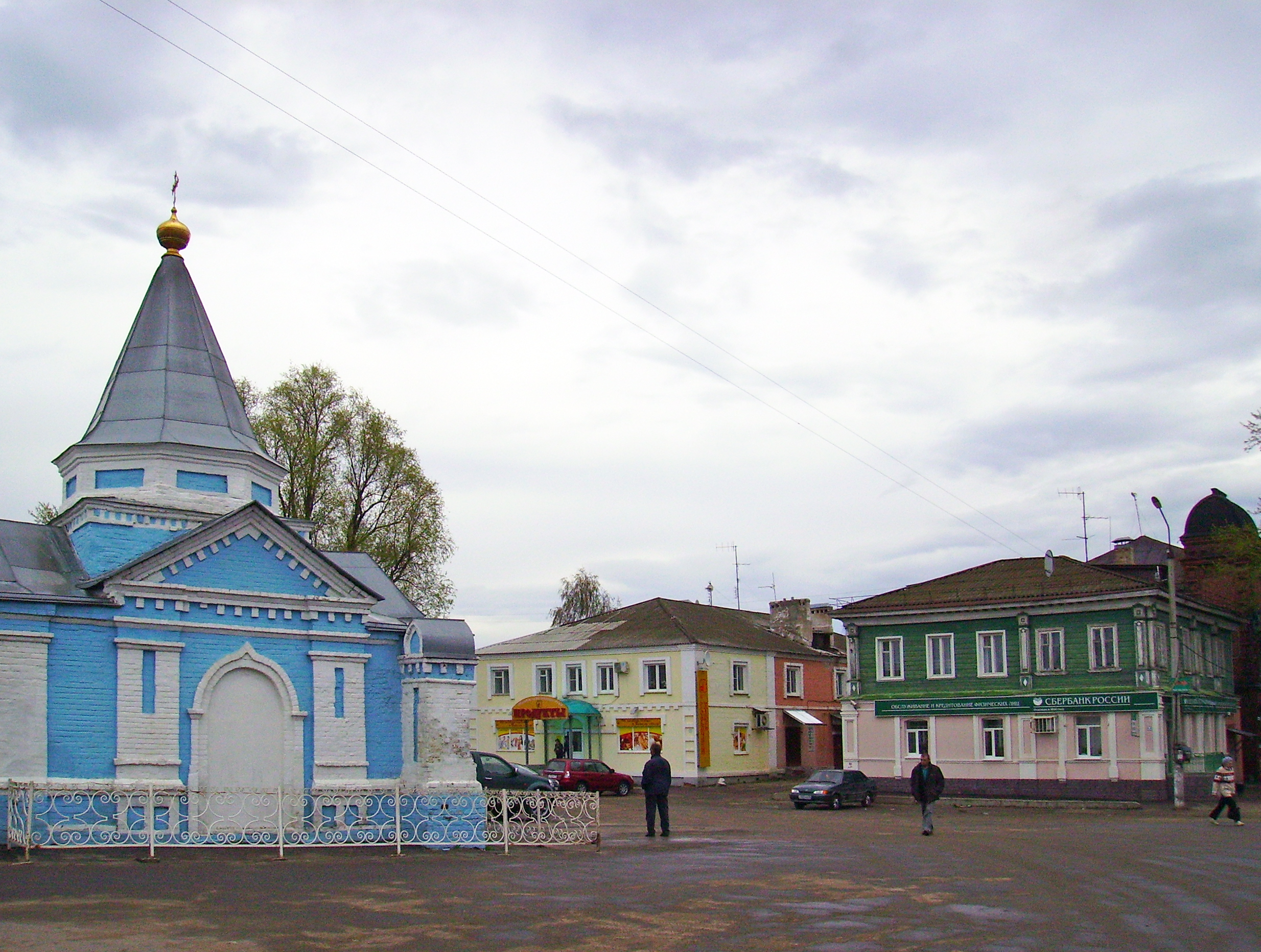
Kapel aan het plein van Sabornaja.
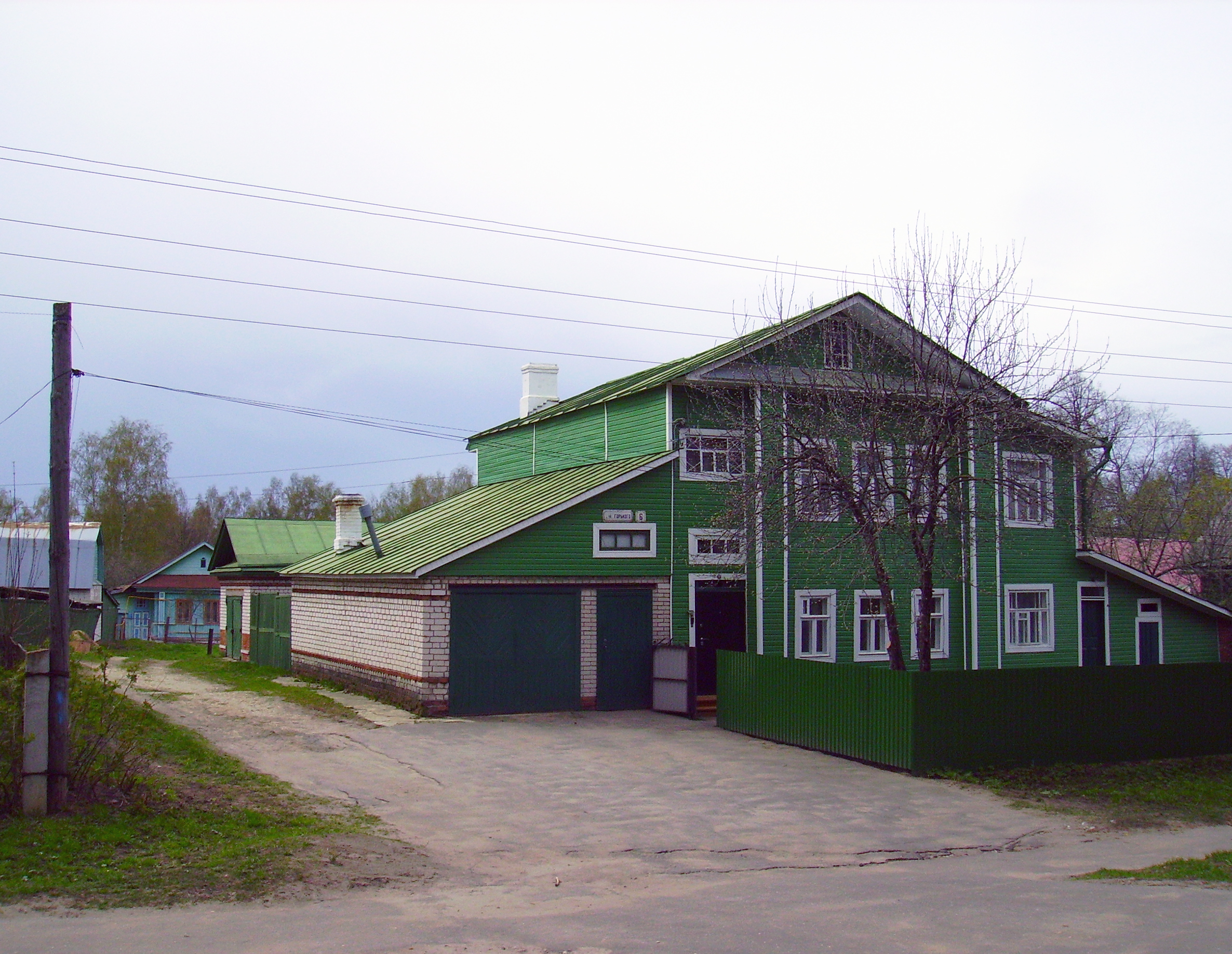
Aan de Maxim Gorky-straat.
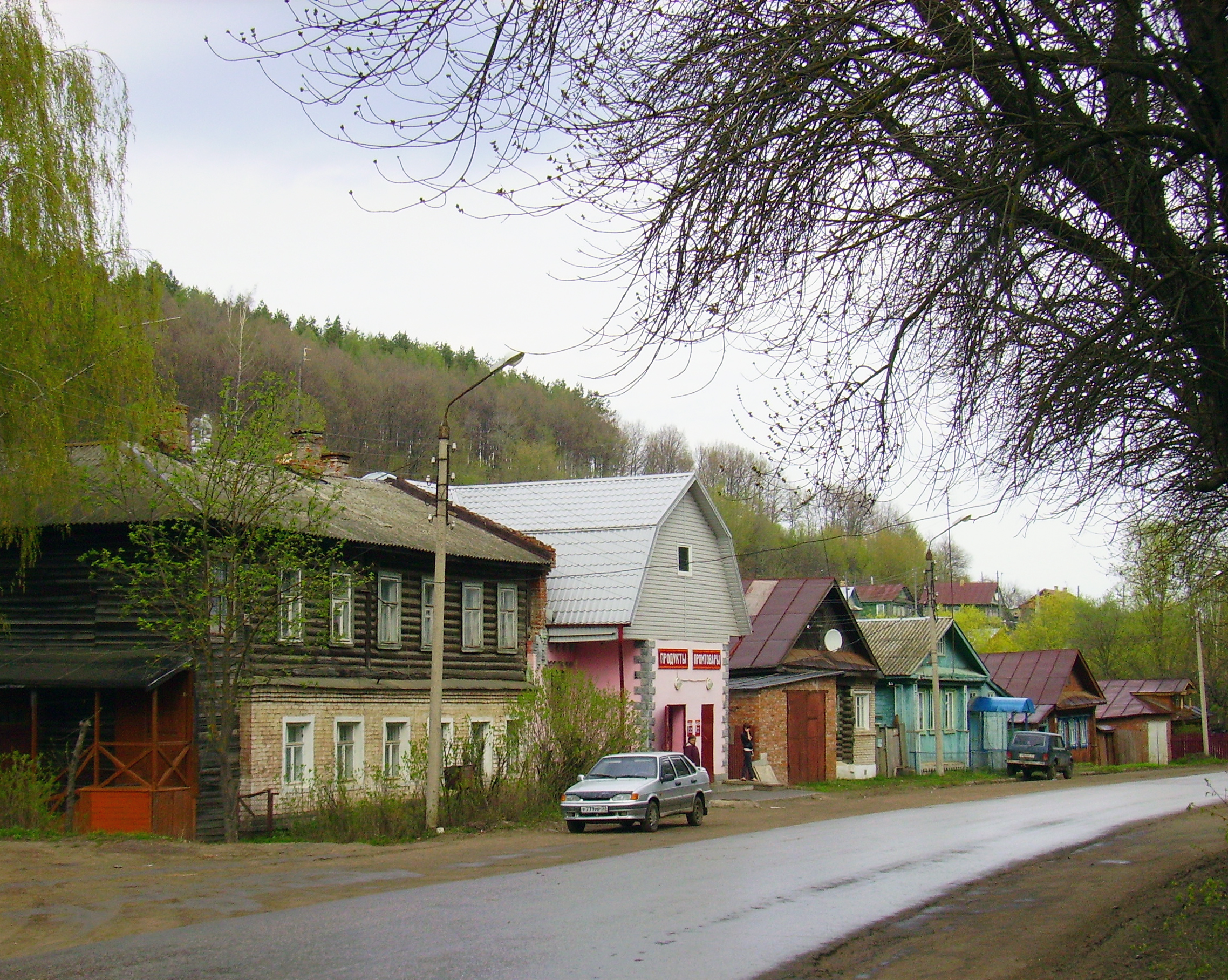
Sverdlovstraat.
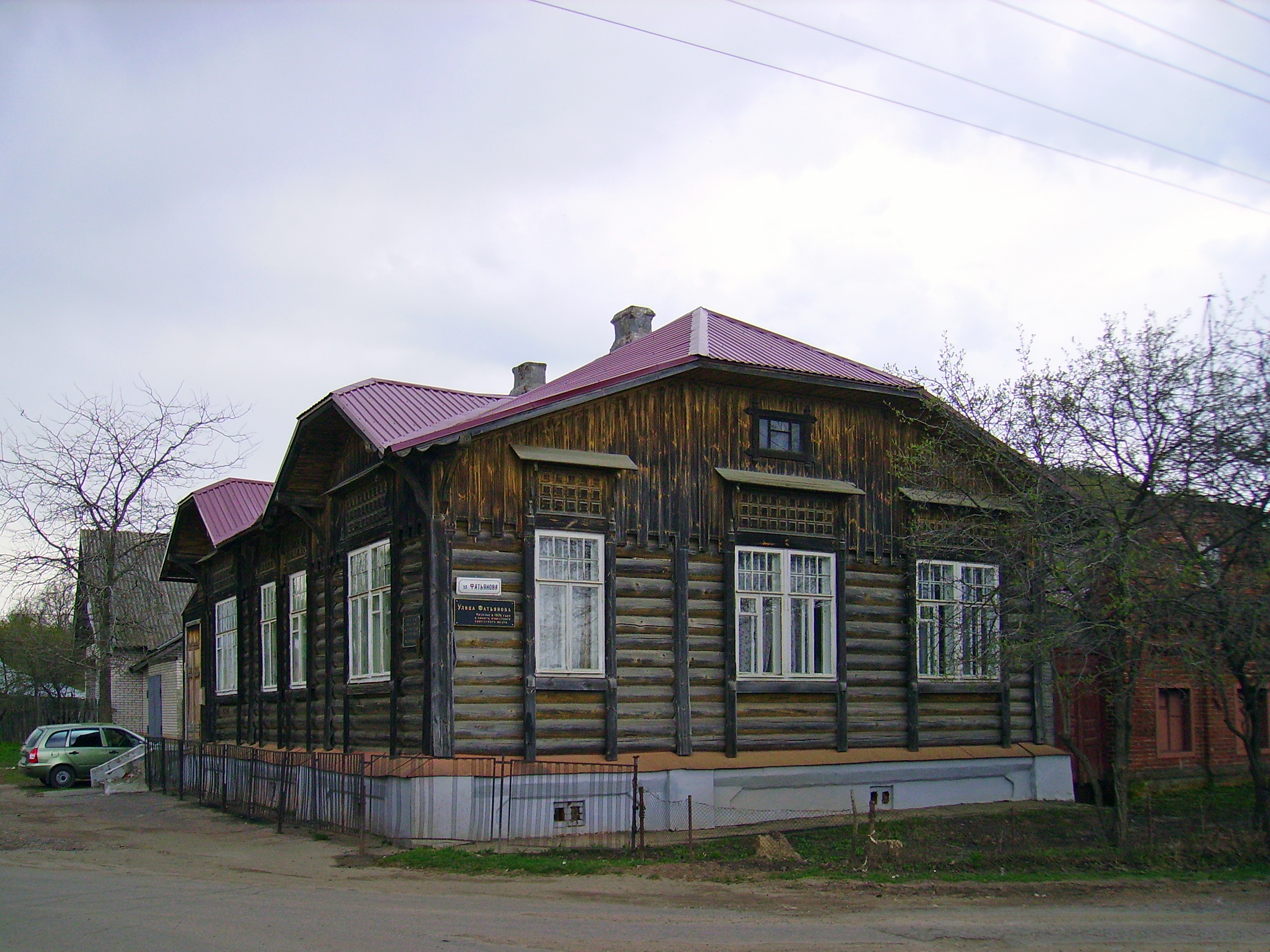
Huis.
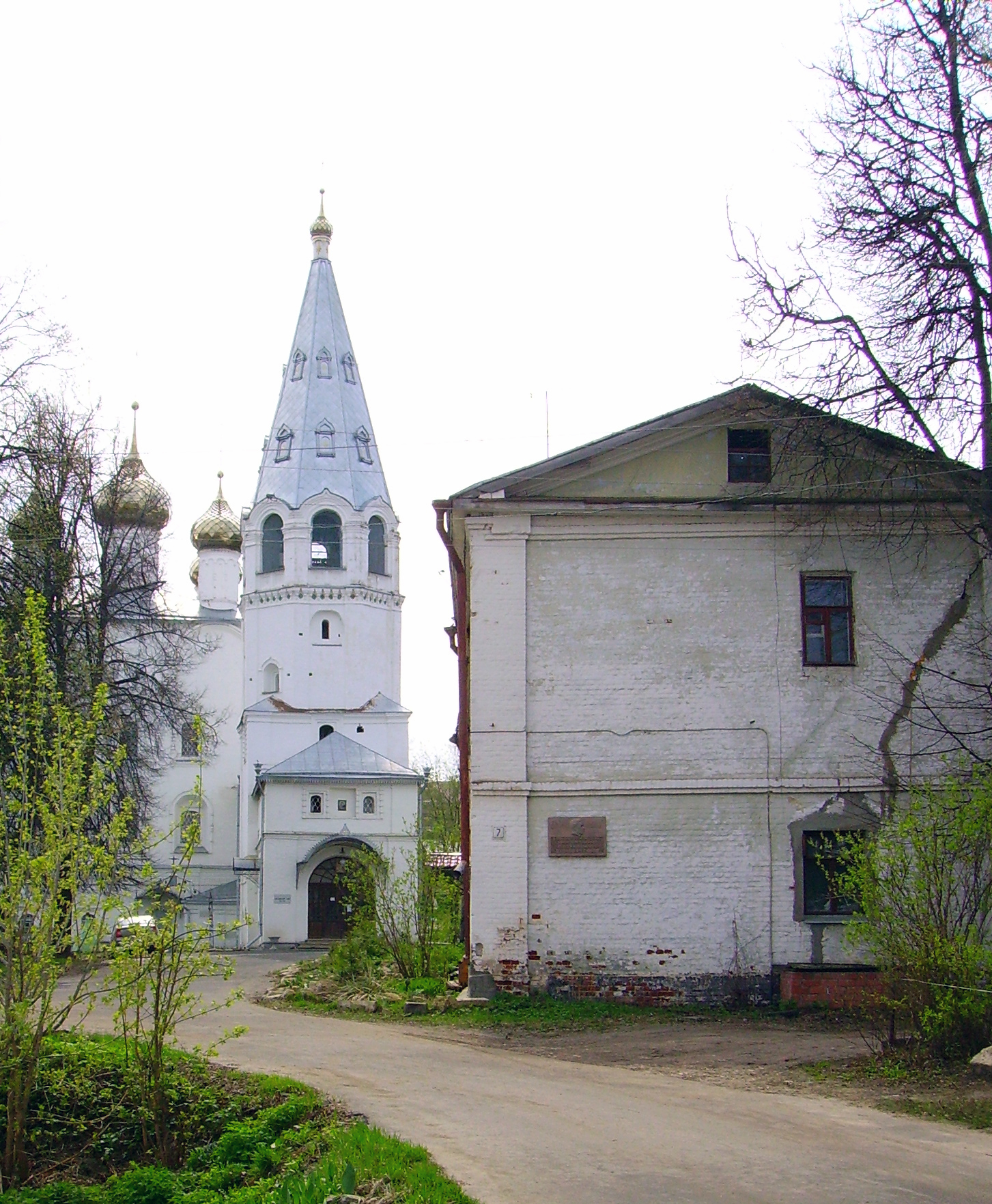
Het Blagovesjtsjenski-klooster.
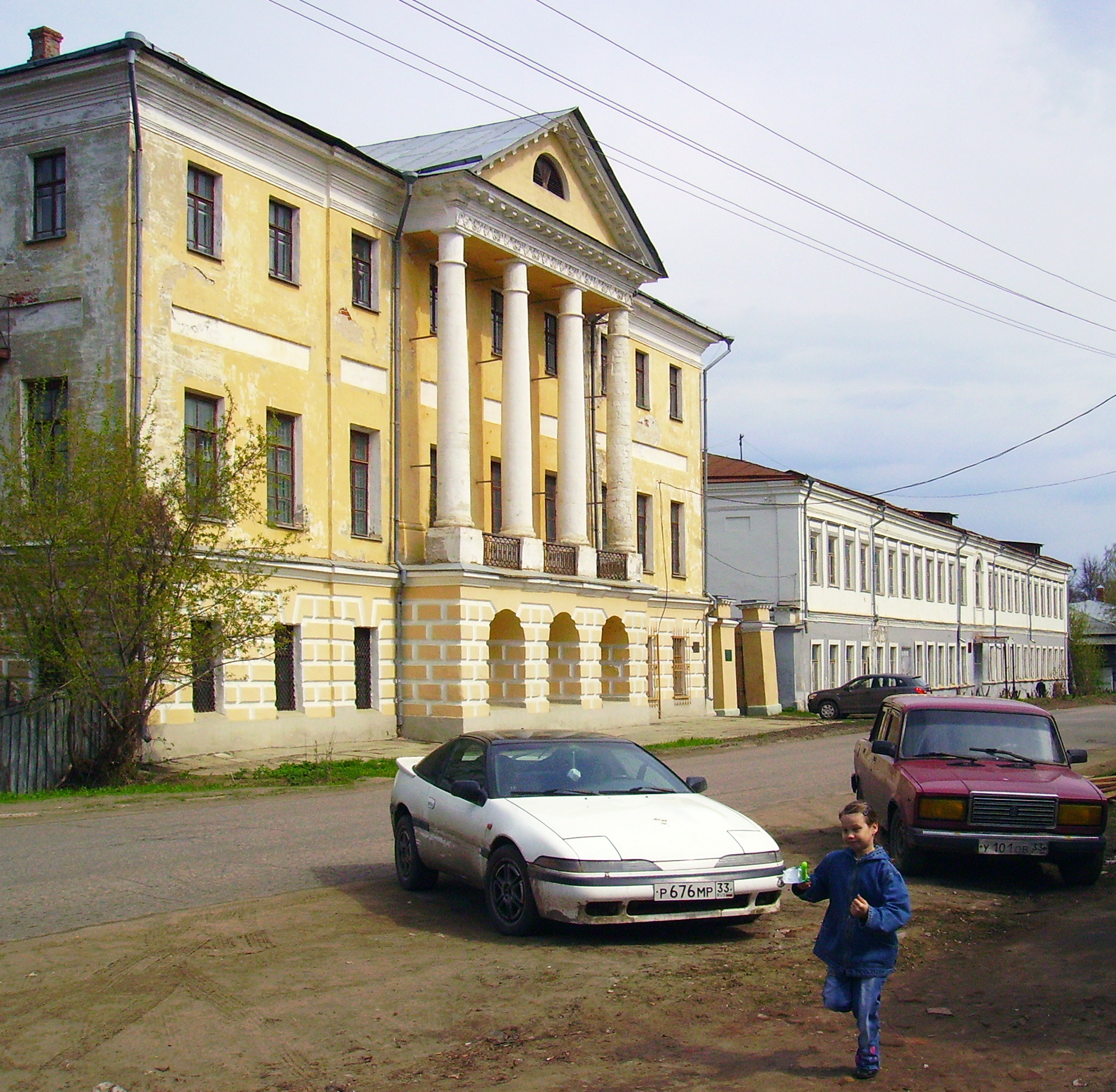
Nabij het Stedelijk Museum.
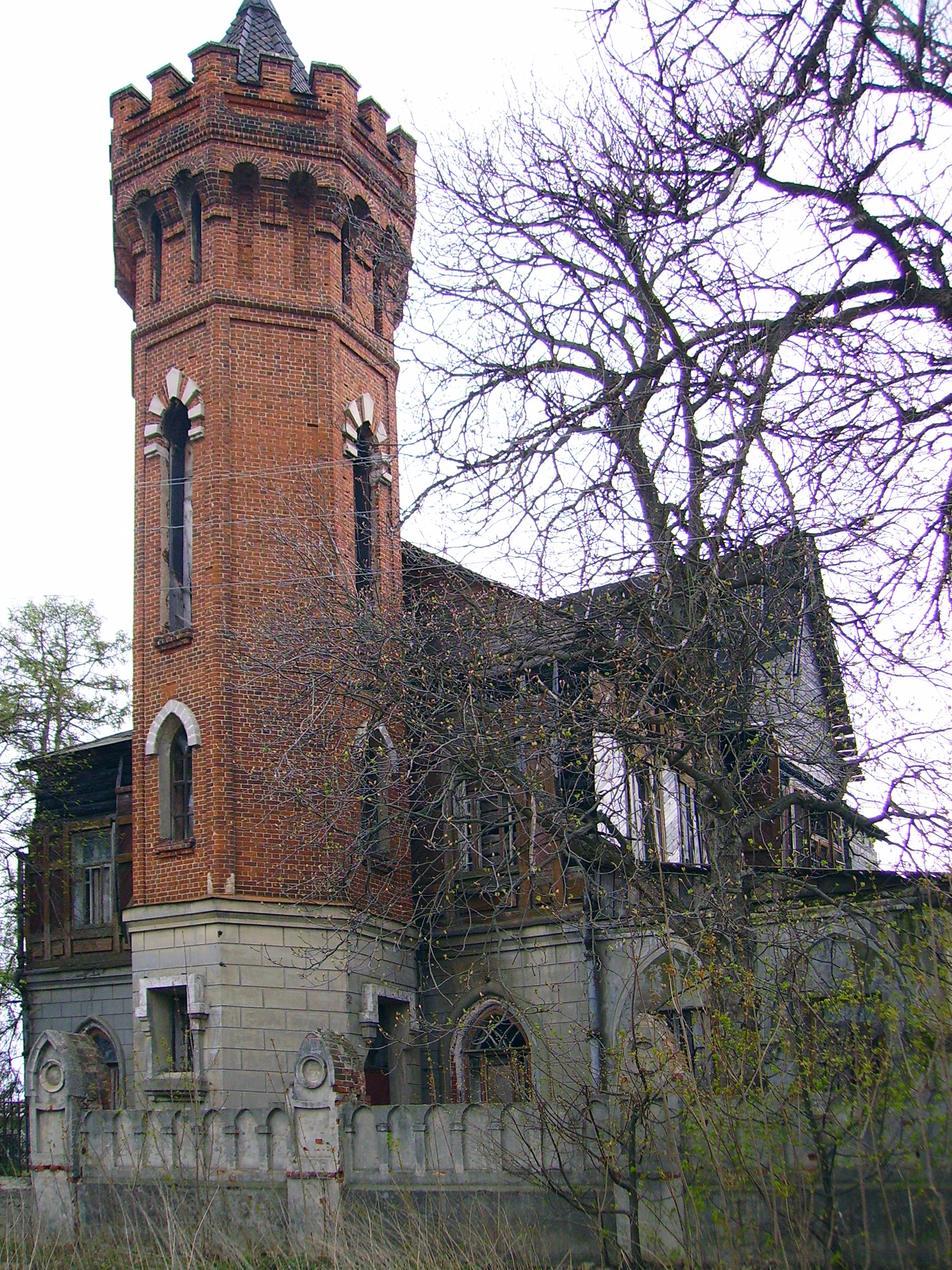
Toren.
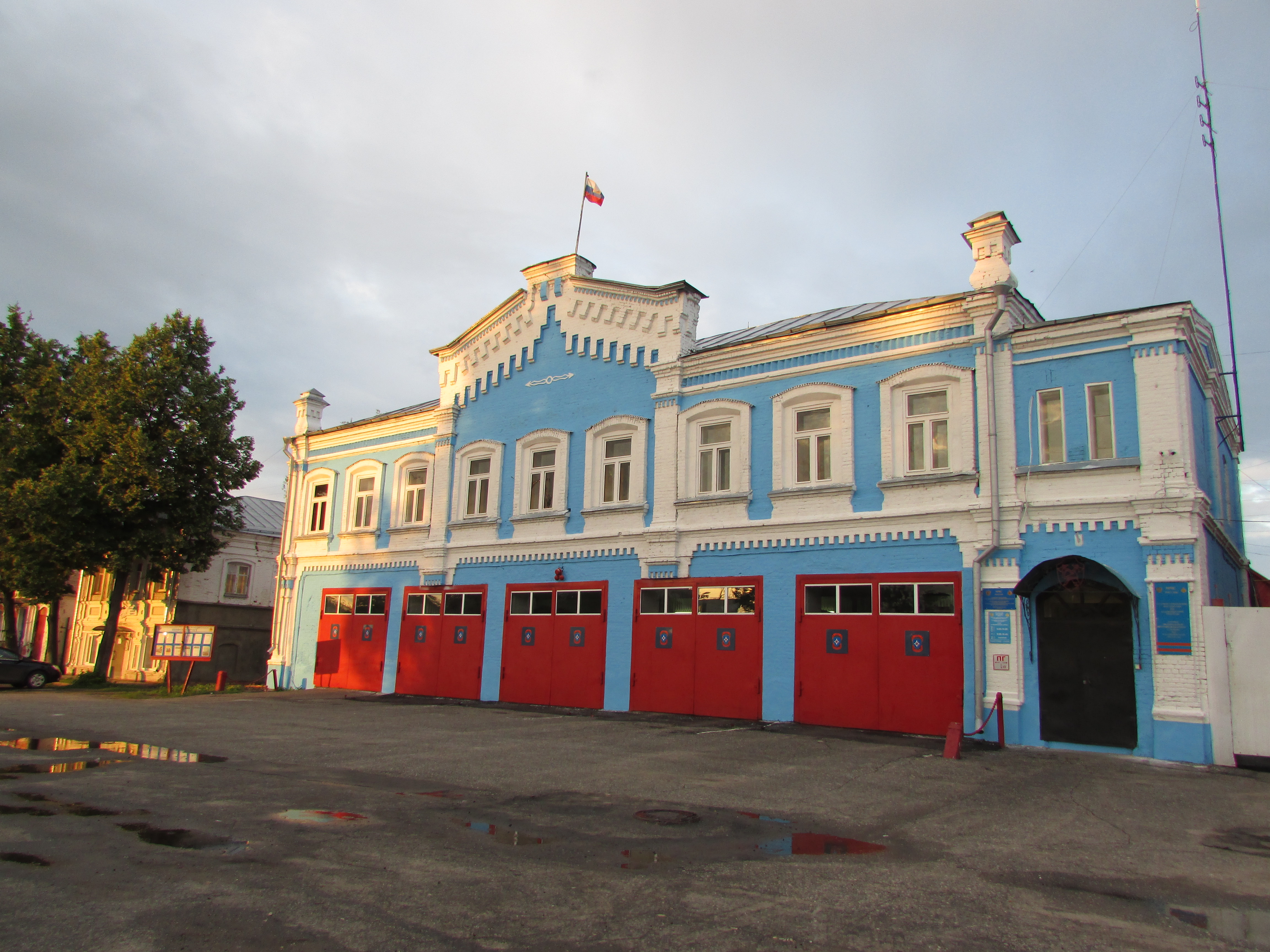
Gebouw van de brandweer.